# Reinier Vinkeles
Reinier Vinkeles (Amsterdam, 19 juni 1741 – aldaar, 30 januari 1816) was een Nederlands tekenaar, illustrator en graveur.
Vinkeles begon als leerling bij Jan Punt. Hij trad in 1762 toe tot de Amsterdamse Stadstekenacademie en werd in 1765 een van haar bestuurders. Een andere bestuurder was de architect Jacob Otten Husly. In hetzelfde jaar reisde hij naar Brabant met Jurriaen Andriessen en Izaak Schmidt.
In 1770 vertrok Vinkeles naar Parijs, waar hij studeerde bij Jacques-Philippe Le Bas en de Nederlandse kunstenaars Hermanus Numan en Izaak de Wit ontmoette. Een jaar later ging Vinkeles blijvend terug naar Amsterdam en begon talloze toneel- en boekillustraties, historische prenten, topografische scènes, portretgravures, schilderijreproducties enzovoorts te produceren. Datzelfde jaar werd hij uitgenodigd door Catharina de Grote van Rusland om directeur van de Sint-Petersburgse Kunstacademie te worden, maar hij weigerde dit. Hij bleef in Amsterdam. 
Tot 1790 behoorden zijn zorgvuldig geportretteerde prenten tot de besten op zijn vakgebied. Zijn jongste broer Harmen en zijn zoons Johannes en Abraham gingen hem later assisteren en klanten waren bereid veel geld voor zijn werk te betalen.
De stijl van Vinkeles was in het begin tamelijk barok, tendeerde later naar het classicisme en werd daarna weer meer natuurgetrouw.
Zijn enorme productiviteit - Vinkeles' oeuvre wordt geschat op ca. 2.500 prenten - leidde soms tot oppervlakkigheid, maar zijn beste werk (vooral zijn vroegere) wordt hogelijk gewaardeerd.
Zijn latere werk voor uitgaven als Kok's Vaderlandsch woordenboek, het Vervolg van Wagenaar en andere dergelijke werken, maar ook zijn vele stadsgezichten en landschappen, zijn daarnaast van historisch belang. Zijn werk is onder andere te vinden in de collectie van het Rijksmuseum Amsterdam.

## Galerij

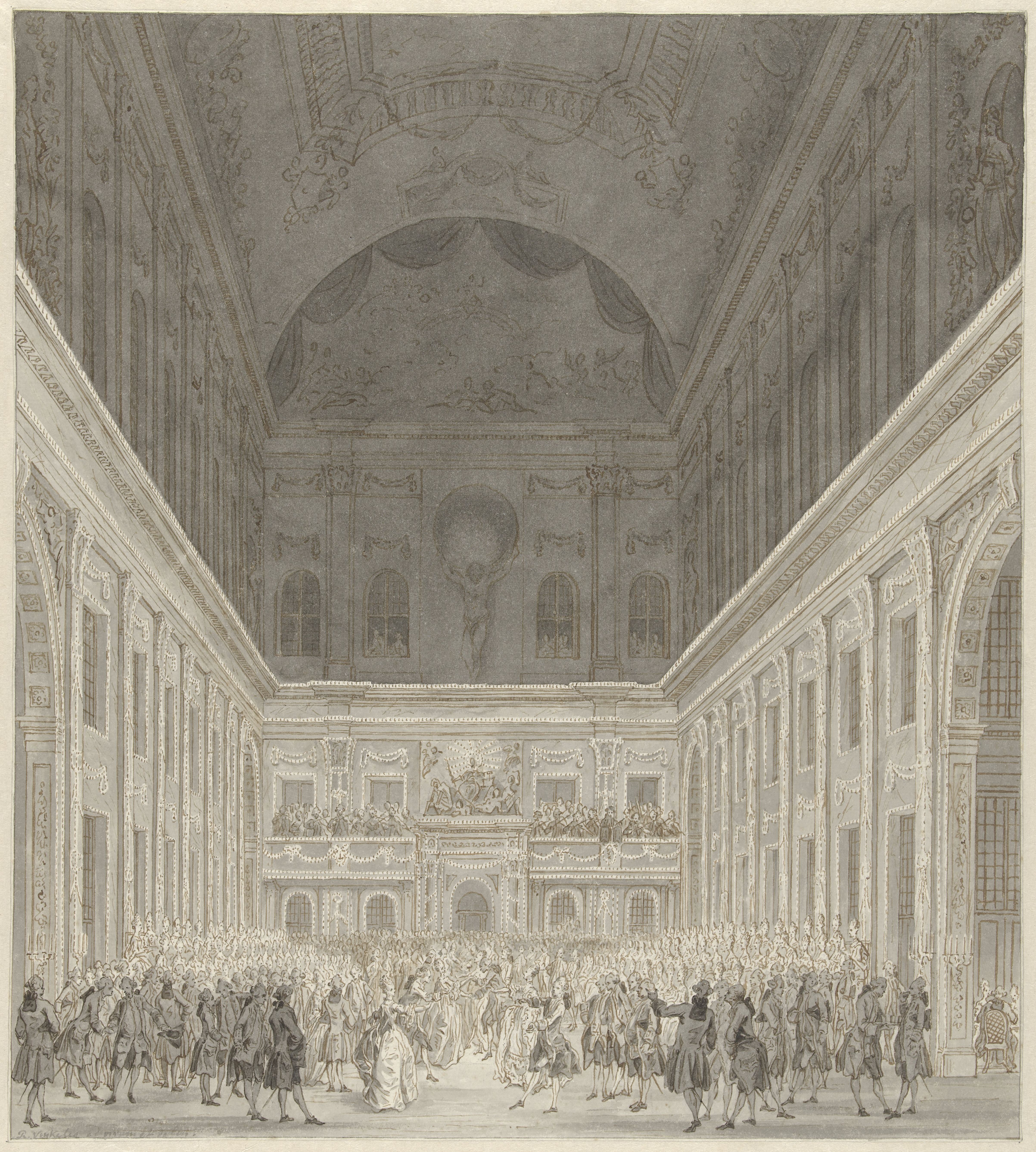
Inkomst van stadhouder Willem V en Wilhelmina van Pruisen te Amsterdam. Tekening van het bal in de zaal van het stadhuis in 1768
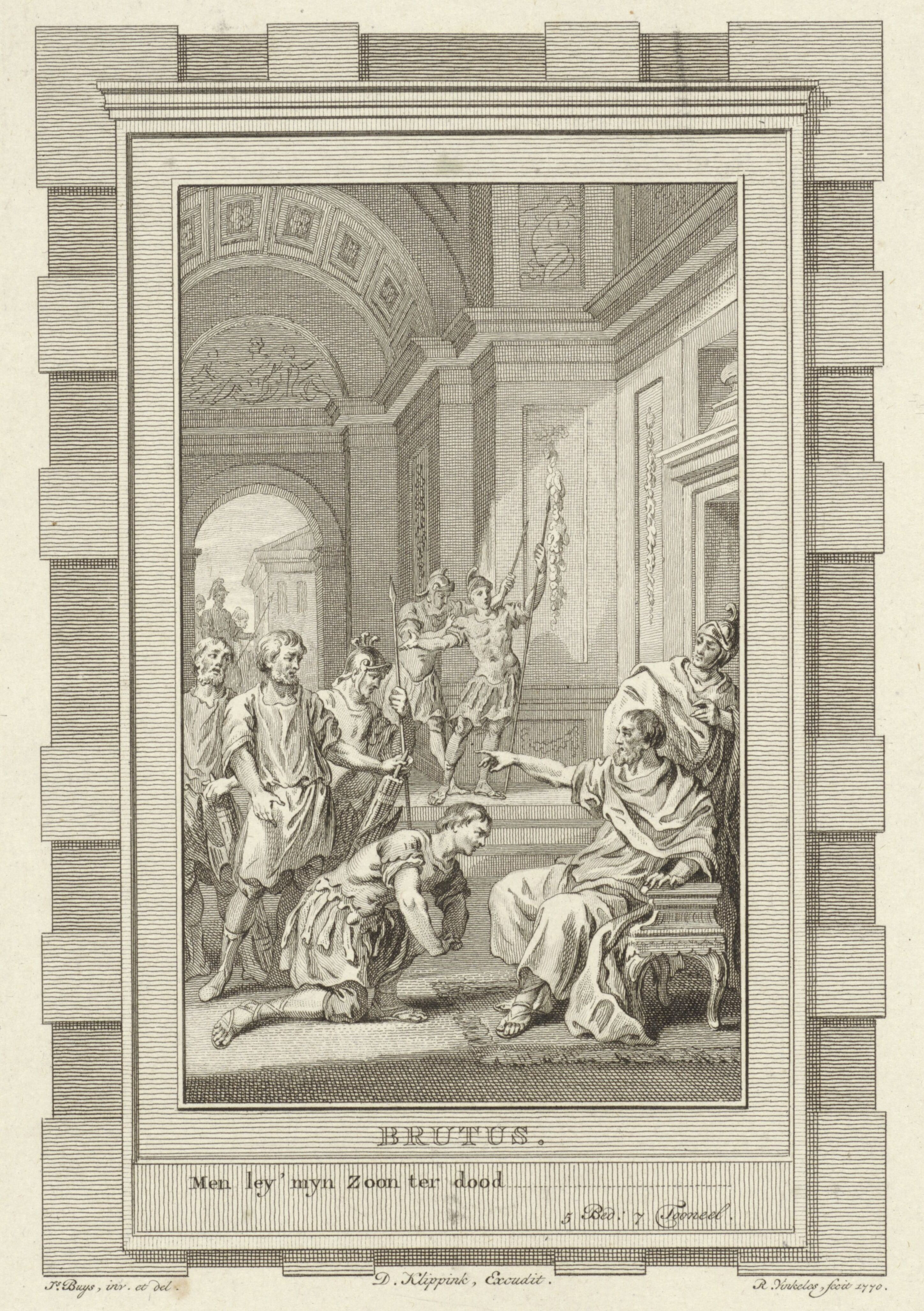
Reinier Vinkeles, ets/gravure van voor het treurspel Brutus, 1770
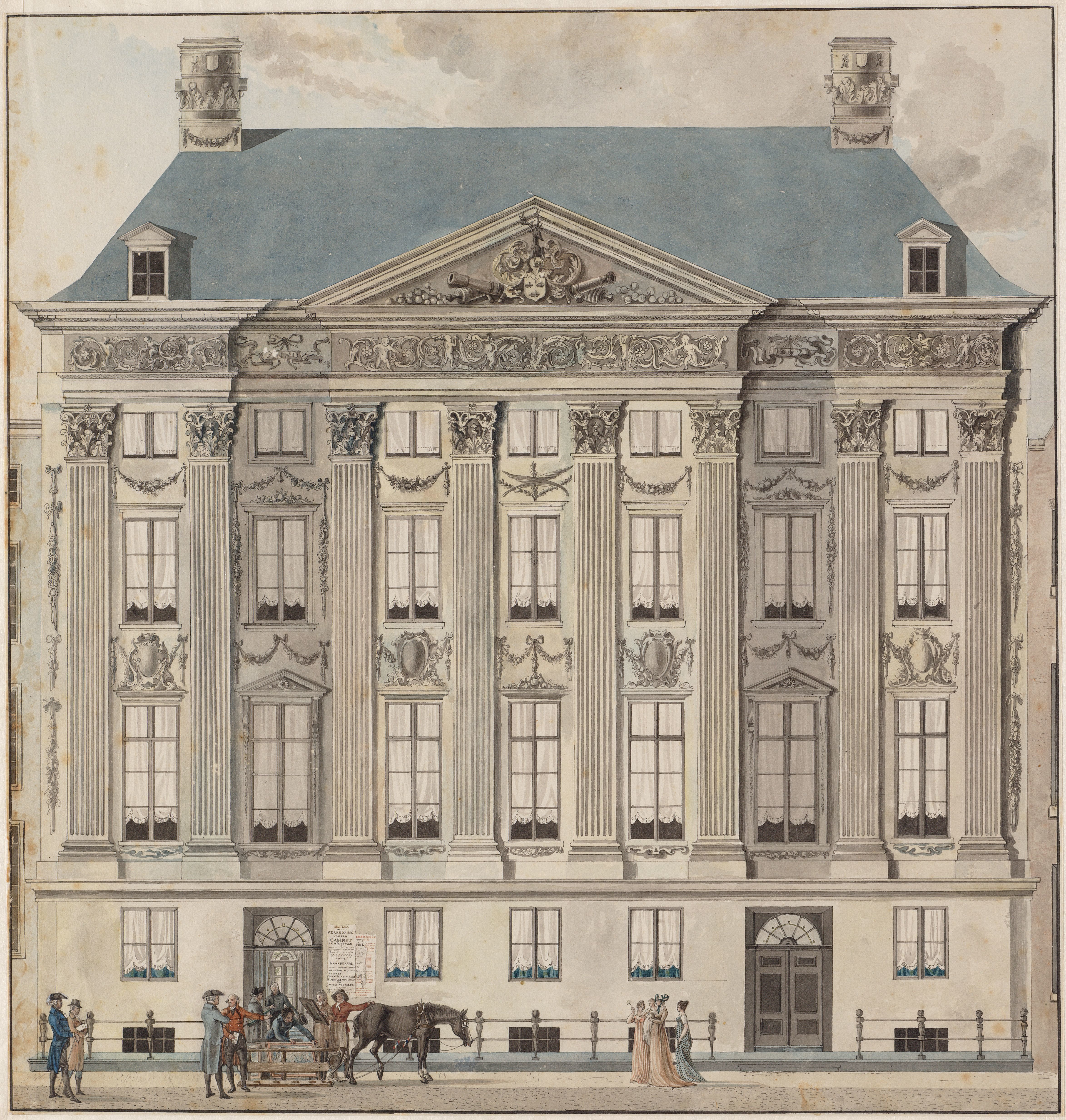
Voorgevel van het Trippenhuis, tekening uit 1803

- Bibliothèque nationale de France: cb149542971 (data)
- Biografisch Portaal: 53897033
- Catàleg d'autoritats de noms i títols de Catalunya: 981058617557106706
- Digitale Bibliotheek voor de Nederlandse Letteren: vink006
- Stuttgart Database of Scientific Illustrators 1450–1950: 1264
- Gemeinsame Normdatei: 123017416
- International Standard Name Identifier: 0000 0000 6656 9807
- KulturNav: 06b9780c-bf78-44ff-be73-410084806fe2
- Library of Congress Control Number: nr91024495
- Nationale Bibliotheek van Israël: 987007294902305171
- Nederlandse Thesaurus van Auteursnamen: 070362858
- RKD-Nederlands Instituut voor Kunstgeschiedenis: 81146
- SNAC: w65z00j6
- Système universitaire de documentation: 085539147
- Union List of Artist Names: 500020996
- Virtual International Authority File: 19949925
- WorldCat: E39PBJf4gy8X8fK8BjfTk8gdwC